# ATP Finals 2023 – Simplu
Finala ATP 2023 la simplu masculin a avut loc la mijlocul lunii noiembrie 2023. Cei opt jucători cei mai bine clasați în clasamentul ATP  au intrat în competiția de simplu a Turneului Campionilor. Campionul en-titre este sârbul Novak Djokovic.
Novak Djokovic, Daniil Medvedev, Andrei Rubliov și Stefanos Tsitsipas s-au numărat printre cei opt participanți la ediția precedentă din 2022. Holger Rune și Alcaraz își fac debutul la acest eveniment; Jannik Sinner debutează ca jucător direct calificat, după ce a jucat două meciuri ca rezervă în 2021.
Djokovic și Carlos Alcaraz au fost în cursă pentru locul 1 la sfârșitul anului, însă Djokovic, și-a asigurat locul în fruntea clasamentului și va încheia sezonul pe această poziție, după victoria din meciul cu Rune, în faza grupelor.
Novak Djokovic, campionul en-titre, l-a învins în finală pe Jannik Sinner, scor 6–3, 6–3, și a cucerit titlul la simplu la turneul ATP Finals 2023. Acesta a fost al șaptelea titlu ATP Finals, un record, depășind astfel performanța lui Roger Federer. Djokovic a obținut, de asemenea, locul 1 la sfârșitul anului pentru a opta oară, un record, după ce a câștigat primul său meci din turul 1.

## Capi de serie
1. Novak Djokovic (campion)
2. Carlos Alcaraz (semifinale)
3. Daniil Medvedev (semifinale)
4. Jannik Sinner (finală)
5. Andrei Rubliov (round robin)
6. Stefanos Tsitsipas (round robin, s-a retras din cauza unei accidentări la spate)
7. Alexander Zverev (round robin)
8. Holger Rune (round robin)

## Înlocuitori
1. Hubert Hurkacz (l-a înlocuit pe Tsitsipas, round robin)
2. Taylor Fritz (nu a jucat)

## Tabloul principal

### Finală
|  | Semifinale | Semifinale      | Semifinale | Semifinale     | Semifinale |   |   | Finală        | Finală | Finală | Finală | Finală |  |
|  |            |                 |            |                |            |   |   |               |        |        |        |        |  |
|  | 4          | Jannik Sinner   | 6          | 64             | 6          |   |   |               |        |        |        |        |  |
|  | 4          | Jannik Sinner   | 6          | 64             | 6          |   |   |               |        |        |        |        |  |
|  | 3          | Daniil Medvedev | 3          | 7              | 1          |   |   |               |        |        |        |        |  |
|  | 3          | Daniil Medvedev | 3          | 7              | 1          |   | 4 | Jannik Sinner | 3      | 3      |        |        |  |
|  |            |                 |            |                |            |   | 4 | Jannik Sinner | 3      | 3      |        |        |  |
|  |            |                 | 1          | Novak Djokovic | 6          | 6 |   |               |        |        |        |        |  |
|  | 2          | Carlos Alcaraz  | 1          | Novak Djokovic | 6          | 6 | 3 | 2             |        |        |        |        |  |
|  | 2          | Carlos Alcaraz  |            |                |            |   |   |               |        |        |        |        |  |
|  | 1          | Novak Djokovic  | 6          | 6              |            |   |   |               |        |        |        |        |  |

### Grupa Verde
|     |                                   | Djokovic                        | Sinner                  | Tsitsipas Hurkacz               | Rune                    | RR C–P  | Set C–P               | Game C–P                  | Clasament |
| 1   | Novak Djokovic                    |                                 | 5–7, 7–6(7–5), 6–7(2–7) | 7–6(7–1), 4–6, 6–1 (w/ Hurkacz) | 7–6(7–4), 6–7(1–7), 6–3 | 2–1     | 5–4 (55.56%)          | 54–49 (52.43%)            | 2         |
| 4   | Jannik Sinner                     | 7–5, 6–7(5–7), 7–6(7–2)         |                         | 6–4, 6–4 (w/ Tsitsipas)         | 6–2, 5–7, 6–4           | 3–0     | 6–2 (75%)             | 49–39 (55.68%)            | 1         |
| 6 9 | Stefanos Tsitsipas Hubert Hurkacz | 6–7(1–7), 6–4, 1–6 (w/ Hurkacz) | 4–6, 4–6 (w/ Tsitsipas) |                                 | 1–2 ret. (w/ Tsitsipas) | 0–2 0–1 | 0–4 (0%) 1–2 (33.33%) | 8–12 (40%) 13–17 (43.33%) | X 4       |
| 8   | Holger Rune                       | 6–7(4–7), 7–6(7–1), 3–6         | 2–6, 7–5, 4–6           | 2–1 ret. (w/ Tsitsipas)         |                         | 1–2     | 4–4 (50%)             | 29–36 (44.62%)            | 3         |

1. 1 2  Conform regulilor ATP, abandonul lui Tsitsipas în fața lui Rune a fost contabilizat ca o înfrângere directă în stabilirea clasamentului turului (meciuri 0-0).

### Grupa Roșie
|   |                  | Alcaraz            | Medvedev      | Rubliov  | Zverev             | RR C–P | Set C–P      | Game C–P       | Clasament |
| 2 | Carlos Alcaraz   |                    | 6–4, 6–4      | 7–5, 6–2 | 7–6(7–3), 3–6, 4–6 | 2–1    | 5–2 (71.43%) | 39–33 (54.17%) | 1         |
| 3 | Daniil Medvedev  | 4–6, 4–6           |               | 6–4, 6–2 | 7–6(9–7), 6–4      | 2–1    | 4–2 (66.67%) | 33–28 (54.1%)  | 2         |
| 5 | Andrei Rubliov   | 5–7, 2–6           | 4–6, 2–6      |          |                    | 0–2    | 0–4 (0%)     | 13–25 (34.21%) | 4         |
| 7 | Alexander Zverev | 6–7(3–7), 6–3, 6–4 | 6–7(7–9), 4–6 |          |                    | 1–1    | 2–3 (40%)    | 28–27 (50.91%) | 2         |

Ordinea este determinată de: 1. numărul de victorii; 2. numărul de meciuri; 3. în caz de egalitate doi jucători, rezultat head-to-head; 4. în caz de egalitate trei jucători, procentul de seturi câștigate, apoi procentul de game-uri câștigate, apoi rezultat head-to-head; 5. clasament ATP.